# Außenpolitisches Amt der NSDAP

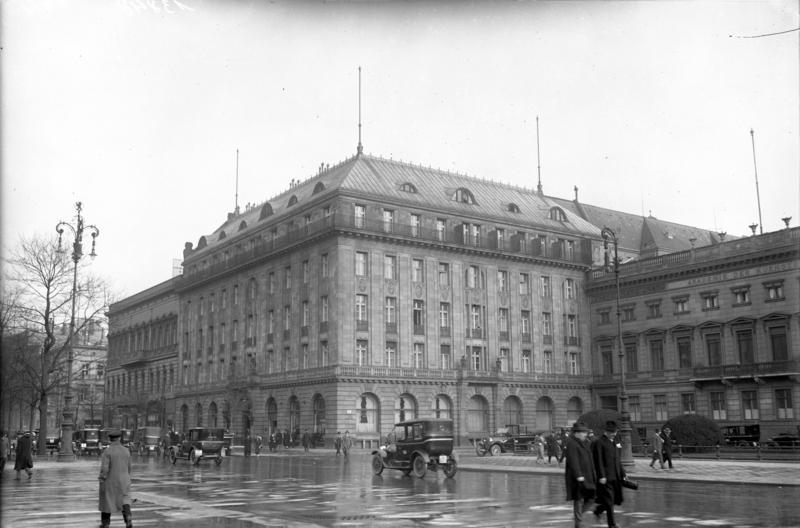
Das Hotel Adlon in Berlin: Ab 1933 befand sich das Außenpolitische Amt (APA) von Alfred Rosenberg in einem Seitenflügel des Gebäudes. Später wurde das APA auf der Margarethenstraße 18 eingerichtet; ebenso Sitz des Amts Rosenberg und des Zentralamts des Einsatzstabs Reichsleiter Rosenberg.

Das Außenpolitische Amt der NSDAP (A.P.A. bzw. APA) wurde unmittelbar nach der „Machtergreifung“ der Nationalsozialisten im April 1933 im Berliner Hotel Adlon eingerichtet. Das APA stand unter der Leitung des NS-Chefideologen Alfred Rosenberg. Neben dem Auswärtigen Amt (AA) unter der Leitung von Neurath, der Auslandsorganisation (NSDAP/AO) von Ernst Wilhelm Bohle, dem „Außenpolitischen Amt für Sonderfragen“ (nach ihrem Chef Joachim von Ribbentrop auch „Dienststelle Ribbentrop“ genannt) und zum Teil dem Reichsministerium für Volksaufklärung und Propaganda (RMVP) von Joseph Goebbels war das APA eine zentrale Behörde für die NS-Außenpolitik.
Im Oktober 1935 wurden die handelspolitischen Politikfelder des APA an die bereits 1921 gegründete Nordische Gesellschaft übergeben. Rosenberg setzte Hinrich Lohse an die Spitze der Nordischen Gesellschaft und gab dem APA eine stärkere kulturpolitische Ausrichtung. Offiziell ab 1940 wurden vom Einsatzstab Reichsleiter Rosenberg (ERR), der vom APA aus organisiert wurde, Kunstraub-Aktionen in ganz Europa durchgeführt.
Spätestens als Rosenberg im Juli 1941 zum Leiter des Reichsministeriums für die besetzten Ostgebiete (RMfdbO) ernannt wurde, verlor das APA seine politische Bedeutung und Funktion. Zahlreiche Mitarbeiter des APA arbeiteten fortan im RMfdbO. Im Februar 1943 wurde das APA im Rahmen der Maßnahmen des „totalen Kriegseinsatzes“ stillgelegt.

## Rosenbergs Rolle in der Außenpolitik

### Ideologie und Bedeutung
Bevor Alfred Rosenberg im Jahre 1933 Leiter des Außenpolitischen Amtes (APA) wurde, konnte er bereits eine längere Karriere im Politikfeld der nationalsozialistischen Außenpolitik für sich verbuchen. Rosenberg war seit der Gründungsphase der Deutschen Arbeiterpartei (DAP) im Jahre 1919 einer der führenden außenpolitischen Ideologen. Seine frühen Schriften in der Zeit der Weimarer Republik, insbesondere sein Glaube an eine Verzahnung von Judentum und Bolschewismus, machten ihn „sehr schnell zu einem, wenn nicht dem Ostexperten der ›Bewegung‹“. Bereits Rosenbergs erste Veröffentlichungen im Völkischen Beobachter galten den Themen Zionismus und „jüdischer Bolschewismus“. Die in seiner im Jahre 1922 veröffentlichten Schrift Pest in Russland vorgenommene „Gleichsetzung von Bolschewismus und Judentum“ sowie die unbedingte Forderung nach Gegnerschaft zu Sowjetrussland haben nicht zuletzt nach Ansicht der Historiker Bollmus und Zellhuber „maßgeblich“ einen Eindruck bei Adolf Hitler hinterlassen. Der Historiker Klaus Hildebrandt beschrieb die Rolle des NS-Chefideologen Alfred Rosenberg in der nationalsozialistischen Außenpolitik als Hitlers „Ideengeber“. Dennoch gab es in der NS-Außenpolitik von Beginn an einen Pluralismus von Konzeptionen. Hildebrandt beschrieb neben der Rolle von Rosenberg insgesamt vier größere außenpolitische Positionen innerhalb der NSDAP: 1. das Konzept einer „großen Ostlösung“, das von den „wilhelminischen Imperialisten“ um Franz von Epp, Hjalmar Schacht und Hermann Göring vertreten worden sei; 2. ein weiteres Konzept der „revolutionären Sozialisten“ des „linken“ Parteiflügels um Joseph Goebbels, Gregor Strasser und Otto Strasser; 3. dann das Konzept der „radikal-agrarischen Artamanen“ um Heinrich Himmler und Walter Darré sowie 4. das „Programm“ von Adolf Hitler. Rosenbergs Anspruch, neben Hitler der maßgebliche Außenpolitiker zu sein, unterstrich er Ende der 1920er Jahre in seiner politischen Praxis.

### Außenpolitische Praxis
Im Jahre 1927 gab Rosenberg in einer Rede über nationalsozialistische Außenpolitik auf dem Nürnberger Parteitag der NSDAP die Absicht bekannt, „den nationalsozialistischen Gedanken in Kreise zu tragen, die durch Massenversammlungen im allgemeinen nicht erfasst werden können“. Im selben Jahr veröffentlichte er eine Abhandlung mit dem Titel Zukunftsweg einer deutschen Außenpolitik aus seiner rassenpolitischen Perspektive, die selbst jenseits der Grenzen von Deutschland rezipiert wurde und den Parteiideologen auch im Ausland bekannt werden ließ, vor allem in Großbritannien. In dieser Schrift plädierte er für eine Aufteilung Russlands in mehrere Staaten, insbesondere für eine selbständige Ukraine, eine geopolitische „Raumgewinnung“ nach Osten und die koloniale Ansiedlung von Deutschen in Osteuropa; alles Themen, die ihn Anfang der 1940er Jahre als Leiter des Reichsministerium für die besetzten Ostgebiete (RMfdbO) erneut beschäftigt hatten. Am 14. September 1930 wurde Rosenberg als NSDAP-Abgeordneter für den Wahlkreis Hessen-Darmstadt in den Reichstag gewählt, wo er neben dem späteren Innenminister Wilhelm Frick im Außenpolitischen Ausschuss tätig wurde. Seine Politik als Abgeordneter richtete sich insbesondere auf die deutsche Minderheit in Polen und auf das bolschewistische Regime in Russland, wobei er einen strikt antipolnischen und antisowjetischen Kurs einforderte.

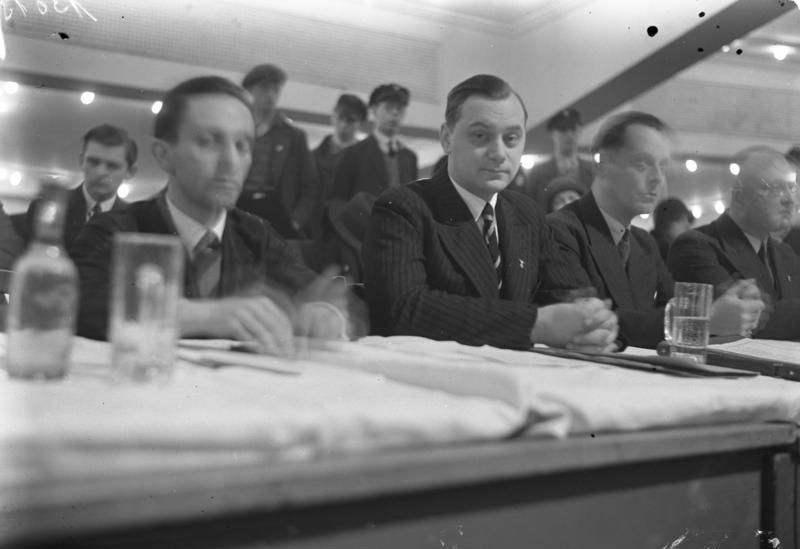
Rosenberg sitzt mit Anzug und Krawatte (Bildmitte) neben Joseph Goebbels (links) an einem Tisch im Berliner Sportpalast (1932).

Besonders sein Jugendfreund Arno Schickedanz engagierte sich in jenen Tagen für Rosenbergs außenpolitische Interessen. Schickedanz hatte Ende 1931 für Rosenberg die Verbindung zu dem baltisch-britischen Journalisten und Baron Wilhelm de Ropp und dessen ehemaligen Kriegsbekannten Major Frederick William Winterbotham hergestellt. Wilhelm de Ropp, der von den Sowjets enteignet wurde und Mitarbeiter der Tageszeitung The Times sowie Auslandsvertreter der Bristol Aeroplane Company war, wurde später ein bedeutsamer Vertrauensmann von Rosenberg in London. Im Jahre 1932 folgte eine weitere Reise nach Großbritannien, die wegen ihres Misserfolgs verschwiegen wurde, und im Mai 1933 die so genannte „zweite Reise“. Bei seinen Aufenthalten in Großbritannien führte Rosenberg unter den kritischen Augen der englischen Presse und Öffentlichkeit auch Gespräche auf der Ministerebene, wobei „sein Werben um den potenziellen Bündnispartner und seine Versuche, die Bedenken der englischen Politik gegenüber dem NS-Regime und seiner judenfeindlichen Politik auszuräumen, erfolglos“ blieb. Im Mai 1932 wiederholte Rosenberg seine politischen Zielsetzungen in den von ihm herausgegebenen Nationalsozialistischen Monatsheften, wo er „Grund und Boden“ für das „deutsche Volk“ in „Europa, in allererster Linie im Osten“ forderte. Im November 1932 wurde er von der „Königlich Italienischen Akademie“ zu einer Europatagung in Rom zum so genannten „Volta-Kongress“ eingeladen, wo er in einem Vortrag mit dem Titel „Krisis und Neugeburt Europas“ ausführte, dass sich England, Frankreich, Deutschland und Italien zu einem „Gesamteuropa“ verbünden und gemeinsam in sämtliche Himmelsrichtungen ausdehnen sollten; eine politische Idee, die allgemein auf Ablehnung stieß.

## Geschichte des Außenpolitischen Amts

### Institutionalisierungsphase
Am 1. April 1933, fünf Tage nach dem Reichstagsbrand, wurde Alfred Rosenberg von Adolf Hitler zum Reichsleiter und zum „Leiter des Außenpolitischen Amtes“ (APA) ernannt. In der Aufbauphase des APA war Rosenbergs Jugendfreund Arno Schickedanz noch vor Thilo von Trotha der wichtigste Mann. Als Leiter des Personalamts und der Hauptabteilung V „Ostproblem“, also zwei der sechs Hauptämter des APA, war Schickedanz unter anderem für die Ostpolitik zuständig, die dem APA laut Piper langfristig „für den rassistischen Expansionismus die entscheidende Perspektive bot“. Leiter der England-Abteilung des APA wurde ein Kapitänleutnant a. D. Obermüller.
Die Aufgabenschwerpunkte des APA lagen in der unmittelbaren Folgezeit – in bewusster Abgrenzung zum Auswärtigen Amt – zunächst darin, ausländische Besucher über die nationalsozialistische Bewegung und deren Ideen zu unterrichten, der Überwachung der außenpolitischen Haltung der Bewegung sowie dem Entgegenarbeiten der ausländischen Kritik gegenüber der Bewegung. Ferner lagen die Aufgaben darin, gegebenenfalls Anregungen an amtliche Stellen weiterzuleiten und als eine zentrale Anlaufstelle der NSDAP für außenpolitische Fragen zu fungieren. Das besondere ideologische Interesse von Rosenberg und dem APA galt den von ihm und seinen Mitarbeitern so bezeichneten „nordischen Staaten“ (Großbritannien, Baltikum, Skandinavien). Aus dem „Organisationsbuch der NSDAP“ (herausgegeben von Reichsorganisationsleiter Robert Ley) geht hervor, dass mit dem APA die politischen Diskurse in diesen Staaten entschieden dahingehend gelenkt werden sollten, dass die Bevölkerungen den Eindruck von friedlichen Absichten der politischen Entscheidungsträger in Deutschland gewinnen sollten. Verbunden waren mit dieser Politik nicht nur allgemeine Akzeptanzwünsche hinsichtlich der NS-Bewegung gegenüber dem Ausland, sondern gemäß der Rassenideologie von Rosenberg ebenso Vorstellungen von der östlichen Erweiterung eines „deutschen Lebensraums“ sowie der Germanisierung.
Die Tätigkeitsfelder des APA wurden im „Organisationsbuch der NSDAP“ wie folgt beschrieben: „1. Das APA gliedert sich in drei Abteilungen: A. Amt für Länderreferate mit den Hauptstellen: a) England und Ferner Osten, b) Naher Osten, c) Südosten, d) Norden, e) Alter Orient, f) Kontrolle, Personalfragen usw. B. Amt für den deutschen Akademischen Austauschdienst … C. Amt für Außenhandel. 2. Außerdem gehören zum APA eine Hauptstelle für Pressewesen und ein Schulungshaus.“ Weiter ist dort zu lesen: „Die Presseabteilung des APA umfaßt Persönlichkeiten, die gemeinsam alle in Frage kommenden Sprachen beherrschen, täglich etwa 300 Zeitungen prüfen und täglich die Zusammenfassung wesentlichster Stellungnahmen der gesamten Weltpresse an den Führer, den Stellvertreter des Führers und an alle überhaupt in Betracht kommenden Stellen vermitteln.“ Zudem verfügte das APA über eine eigene Außenhandelsabteilung, die eine sehr rege Tätigkeit insbesondere im Nahen, Mittleren und Fernen Osten ausübte. Die Anzahl der Mitarbeiter betrug in jener Zeit etwa 80.

### Kolonial- und Rüstungspolitik
Am 15. Mai 1934 schrieb Rosenberg in sein Tagebuch über ein Gespräch mit Hitler. Thema war die NS-Außenpolitik: „In der Frage der Kolonialpolitik stimmte er meinem Standpunkt durchaus zu: würdige Gedächtnisfeiern, aber nicht in dem Maße, dass sie als ›Beginn einer neuen Kolonialpolitik‹ aufgefasst werden könnten. Zum Schluss dankte mir der Führer mit mehrfachem Händedruck für meine Arbeit.“ Hitler hatte zu diesem Zeitpunkt nicht nur die Arbeit des APA gewürdigt, sondern diese in gewisser Hinsicht sogar über die Arbeit des Auswärtigen Amtes gestellt. Denn Rosenberg schrieb: „An die Gutwilligkeit Neuraths glaubte er noch, das A.A. selbst ist ihm jedoch ›eine Verschwörergesellschaft‹, er bedauere aber, immer noch gebunden zu sein an die Zusagen bei der Bildung des Kabinetts, wonach der Reichspräsident über Armee und A.A. bestimmte. Das erste sei in Ordnung dank Blomberg, das andere nicht.“ Zudem hätte Hitler gesagt, dass nach dem Tod von Paul von Hindenburg ein „paar Dutzend dieser ›Verschwörer‹ hinter Schloss und Riegel“ gebracht werden müssten.
Sorge bereitete im Mai 1934 sowohl Hitler als auch dem APA die Haltung von Frankreich, das gegenüber Großbritannien seinen Unmut darüber geäußert hat, dass von Seiten der Nationalsozialisten bereits der Friedensvertrag von Versailles gebrochen worden sei und auf die schwebenden Verhandlungen keine Rücksicht genommen werde, wobei sich Frankreich auf den am 7. April 1934 veröffentlichten Wehrhaushalt Deutschlands bezog. Dessen ungeachtet setzte das APA dennoch weiter auf seine Rüstungsbestrebungen, so vor allem auf den „neuen noch geheimen Motor“ für den Flugzeugbau, den der Verbindungsmann des APA in London, Major Frederick William Winterbotham, den Konstruktionschefs des Heeres, der Marine und des Luftfahrtministeriums vorstellen sollte. Rosenberg schrieb in diesem Zusammenhang über die Tätigkeit des APA: „Damit ist ein Erfolg einer 1,5jährigen Arbeit zutage getreten, weil der britische Fliegergeneralstab damit offiziell seine Genehmigung für den Ausbau der deutschen Luftverteidigung gegeben hat.“
Winterbotham arbeitete seit 1929 für den Secret Intelligence Service (MI6). Er spielte bis zum Ausbruch des Zweiten Weltkriegs die Rolle als vermeintlicher Sympathisant Nazi-Deutschlands. Er suchte und bekam Kontakt zu höchsten Kreisen Nazi-Deutschlands, darunter Hitler, Göring sowie führende Offiziere der deutschen Luftwaffe, wie Erhard Milch und Albert Kesselring. Er sammelte so für die Briten wertvolle militärische Erkenntnisse über die Luftwaffe bzw. deen Aufrüstung sowie allgemeine (auch politische) Informationen.

### Kulturpolitische Ausrichtung
Im Oktober 1935 verfasste Rosenberg einen Tätigkeitsbericht seines APA, aus dem ersichtlich wird, dass er – wie schon in seinem Kampfbund für deutsche Kultur (KfdK) – zur Verwirklichung seiner rassenideologischen Vorstellungen den institutionellen Schwerpunkt des APA auf kulturpolitische Zielsetzungen festlegte. Gleichsam verfolgte er mit der Nordischen Gesellschaft, die er unter die Führung von Hinrich Lohse gestellt hatte, handelspolitische Ziele in Richtung seiner einstigen baltischen Heimat. Dem Bericht ist zu entnehmen:
„Handelspolitisch sind meines Erachtens viel mehr Unterlassungssünden begangen worden und so hat sich das A.P.A bewußt mehr auf die kulturpolitischen Aufgaben beschränkt. Zu diesem Zweck hat es die Nordische Gesellschaft ausgebaut, die früher kleine Gesellschaft ist in diesen 2 Jahren der Betreuung durch das A.P.A. zu einer entscheidenden Vermittlungsstelle der gesamten deutsch-skandinavischen Beziehungen geworden. Ihr Leiter (Lohse) ist vom A.P.A. bestimmt, die Kontore in allen Gauen werden vom entsprechenden Gauleiter geleitet. Mit Wirtschaftsgruppen und anderen Organisationen und Gliederungen der Partei, die nach Skandinavien hin Beziehungen unterhalten, sind entsprechende Abkommen getroffen worden, so daß der nahezu ganze Verkehr zwischen Deutschland und Skandinavien heute durch die Hand der Nordischen Gesellschaft geht.“
Unter „Kulturpolitik“ in diesem Sinne verstand das APA insbesondere die Ausbildung von künftigen Eliten in Deutschland, die Agitation gegen den so genannten „Weltbolschewismus“ bzw. das „Weltjudentum“ sowie die Propagierung von Rosenbergs Rassenideologie, vor allem in Großbritannien und den skandinavischen Staaten. Dementsprechend ließ Rosenberg über das APA verschiedenste Kontakte zu faschistischen Parteien in europäischen Staaten knüpfen, um eine Art „faschistisches Netzwerk“ in Europa aufzubauen.
Ein Testlauf hierfür waren die Olympischen Winterspiele 1936, mit denen erstmals die kulturelle Isolation des Regimes durchbrochen werden konnte. Mit den Presseberichten Außenpolitische Presse – Rundschau des Außenpolitischen Amtes der NSDAP konnte relativ schnell und rechtzeitig vor den Olympischen Sommerspielen 1936 die Stimmung im Ausland ausgelotet werden. Bereits die Märznummer (Nr. 13: Die Olympischen Winterspiele in der Kritik des Auslandes, 1936) verwies auf die durchwachsene Darstellung, bei der vor allem der Einsatz von Helfern in Uniform (u. a. wurde auch der Reichsarbeitsdienst für Militär gehalten) kritisiert und der Wunsch nach mehr Auslandsarbeit bei Auslandsdeutschen gefordert wurde. Bei den Sommerspielen in Berlin trat dann kaum noch jemand in Uniform an.

### Kriegspolitik in Richtung Osten

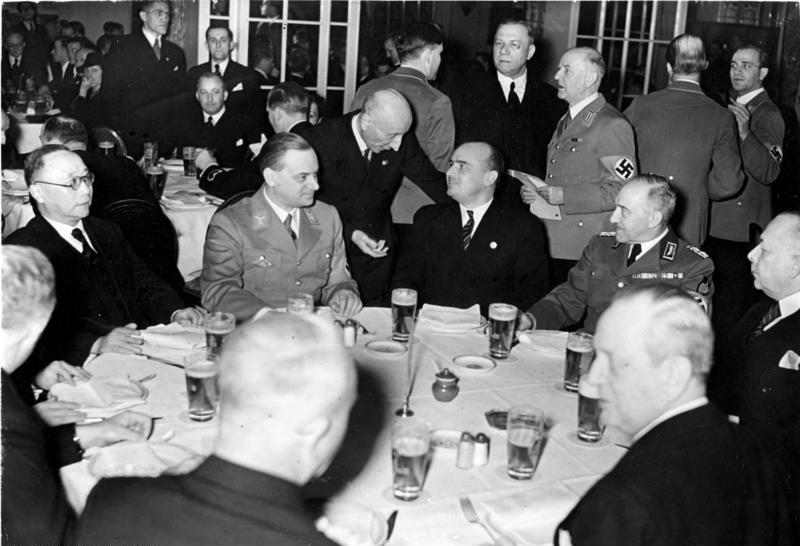
Rosenberg spricht auf einem Empfang der Diplomatie und auswärtigen Presse in Berlin am 8. Februar 1939 über die „Lösung der Judenfrage“, v. l. n. r. der chinesische Botschafter Chen-Chih, Reichsleiter Rosenberg, Hans Frank im Gespräch mit dem italienischen Professor Manacorda, Konstantin Hierl, der tschechoslowakische Gesandte Vojtech Mastny und (im Vordergrund) der dänische Gesandte Herluf Zahle.

1939 traf das APA, insbesondere Rosenberg und Erich Raeder, Vorbereitungen für einen militärischen Angriff auf Norwegen. Die damit verbundene kriegerische Invasion der deutschen Wehrmacht in Norwegen und Dänemark erfolgte am 9. April 1940 unter dem Schlagwort „Unternehmen Weserübung“.
Am 24. September 1939 notierte Rosenberg in seinem Tagebuch, dass die zukünftigen Beamten von Hans Frank in der dem APA angegliederten Schule ausgebildet werden sollten. Er schrieb: „Frank, der kommende Zivilkommissar für Polen, hat mich gebeten, im Außenpol.[itischen] Schulungshaus alle seine Beamten in 4-wöchentlichen Kursen vorzubereiten. Habe ihm das zugesagt, vielleicht bringt man hier einigen einen weiteren Blick für die Probleme des Ostens bei.“

### Auflösung
Mit dem Kontrollratsgesetz Nr. 2 (Auflösung und Liquidierung der Naziorganisationen) lösten die Alliierten am 10. Oktober 1945 auch dieses Amt auf und beschlagnahmten das Vermögen.

## Geschichtswissenschaftliche Rezeption
Nur äußerst wenige Autoren haben sich in der Nachkriegszeit mit dem APA auseinandergesetzt. Rund 60 Jahre nach Kriegsende stand die diesbezügliche Forschung immer noch auf dem Stand von 1970. Mit Ausnahme der Vorbereitung des APA zur Norwegen-Besetzung in den Jahren 1939 und 1940 sowie der Urheberschaft von Rosenberg und Raeder für den Plan eines Angriffs auf Norwegen, schätzte Bollmus die Bedeutung dieser NS-Behörde nach Durchsicht seines Quellenmaterials als eher gering ein. Nach Martin Broszat konnte sich das APA zwar gelegentlich in die „große Politik“ einschalten, es habe aber nie ein Gegengewicht zum Auswärtigen Amt gebildet. Die Autorengruppe Benz, Graml und Weiß betonte mit einer Haltung der Abwägung und Akzentuierung der Diplomatie, die herausragende Stellung des Auswärtigen Amtes gegenüber allen anderen NS-Behörden, die im außenpolitischen Bereich tätig gewesen sind. Keine konkurrierende Behörde innerhalb der NSDAP hätte „die Professionalität der traditionellen Diplomatie ersetzen“ können.